# روبرت فوستر (كاتب)
روبرت فوستر (بالإنجليزية: Robert Foster) هو كاتب أمريكي، ولد في 1949 في بروكلين في الولايات المتحدة.